# Сен-Пьер-де-Шан
Сен-Пьер-де-Шан (фр. Saint-Pierre-des-Champs) — коммуна во Франции, находится в регионе Лангедок — Руссильон. Департамент коммуны — Од. Входит в состав кантона Лаграс. Округ коммуны — Каркасон.
Код INSEE коммуны — 11363.

## Население
Население коммуны на 2008 год составляло 164 человека.
| 1962 | 1968 | 1975 | 1982 | 1990 | 1999 | 2008 |
| ---- | ---- | ---- | ---- | ---- | ---- | ---- |
| 121  | 155  | 152  | 121  | 134  | 127  | 164  |

## Экономика
В 2007 году среди 106 человек в трудоспособном возрасте (15—64 лет) 83 были экономически активными, 23 — неактивными (показатель активности — 78,3 %, в 1999 году было 66,3 %). Из 83 активных работали 72 человека (40 мужчин и 32 женщины), безработных было 11 (6 мужчин и 5 женщин). Среди 23 неактивных 3 человека были учениками или студентами, 17 — пенсионерами, 3 были неактивными по другим причинам.

## Достопримечательности
- Замок Сен-Пьер-де-Шан
- Церковь Сен-Пьер-де-Шан
- Часовня Сен-Пьер-де-Шан